# LKG Tower
De LKG Tower, voorheen bekend als de ICEC Tower, is een wolkenkrabber in Makati, Filipijnen. De kantoortoren, die staat aan 6801 Ayala Avenue, werd in 1998 opgeleverd. Het is ontworpen door Kohn Pedersen Fox Associates en Recio+Casas Architects.

## Ontwerp
De LKG Tower is 180 meter hoog en telt 14 liften. Het bevat 6 ondergrondse en 43 bovengrondse verdiepingen en heeft een totale oppervlakte van 66.810 vierkante meter. Het gebouw bevat een parkeergarage voor 500 auto’s en een helipad op het dak. Het is door de architecten in modernistische stijl ontworpen en wordt gekenmerkt door een lijnvormige structuur die diagonaal over de façade loopt.